# كوكب الشرق (فلم)
فترة زمنية محددة من حياة كوكب الشرق ام كلثوم منذ عام1944 وعلاقانها العاطفية التي لم تكتمل . ثم علاقتها بالثورة ودورها بعد هزيمة 1967 .

## الممثلين
- فردوس عبد الحميد المطربة أم كلثوم
- محمود ياسين الشاعر أحمد رامي
- أحمد صيام الملحن محمد القصبجي
- محمود قابيل شريف باشا صبري خال الملكة
- ماجد الكدواني محمد قريب لأم كلثوم
- أحمد خليل صديق أم كلثوم
- مجدي صبحي: الموسيقار محمد عبد الوهاب
- عمرو أديب الصحفي مصطفى أمين
- مخلص البحيري رئيس الديوان الملكي أحمد حسنين باشا
- نهال عنبر أحد الأميرات التي أعادت وسام الكمال نتيجة لحصول أم كلثوم عليه
- علاء محمود
- غادة حسين
- هشام رضا
- سحر طيرة
- روينا حسين
- مايسة الرباط
- إيمان فريد
- مديحة البكرى

## روابط خارجية
- مقالات تستعمل روابط فنية بلا صلة مع ويكي بيانات